# Pinède
Pour l’article homonyme, voir Pinède (entreprise).

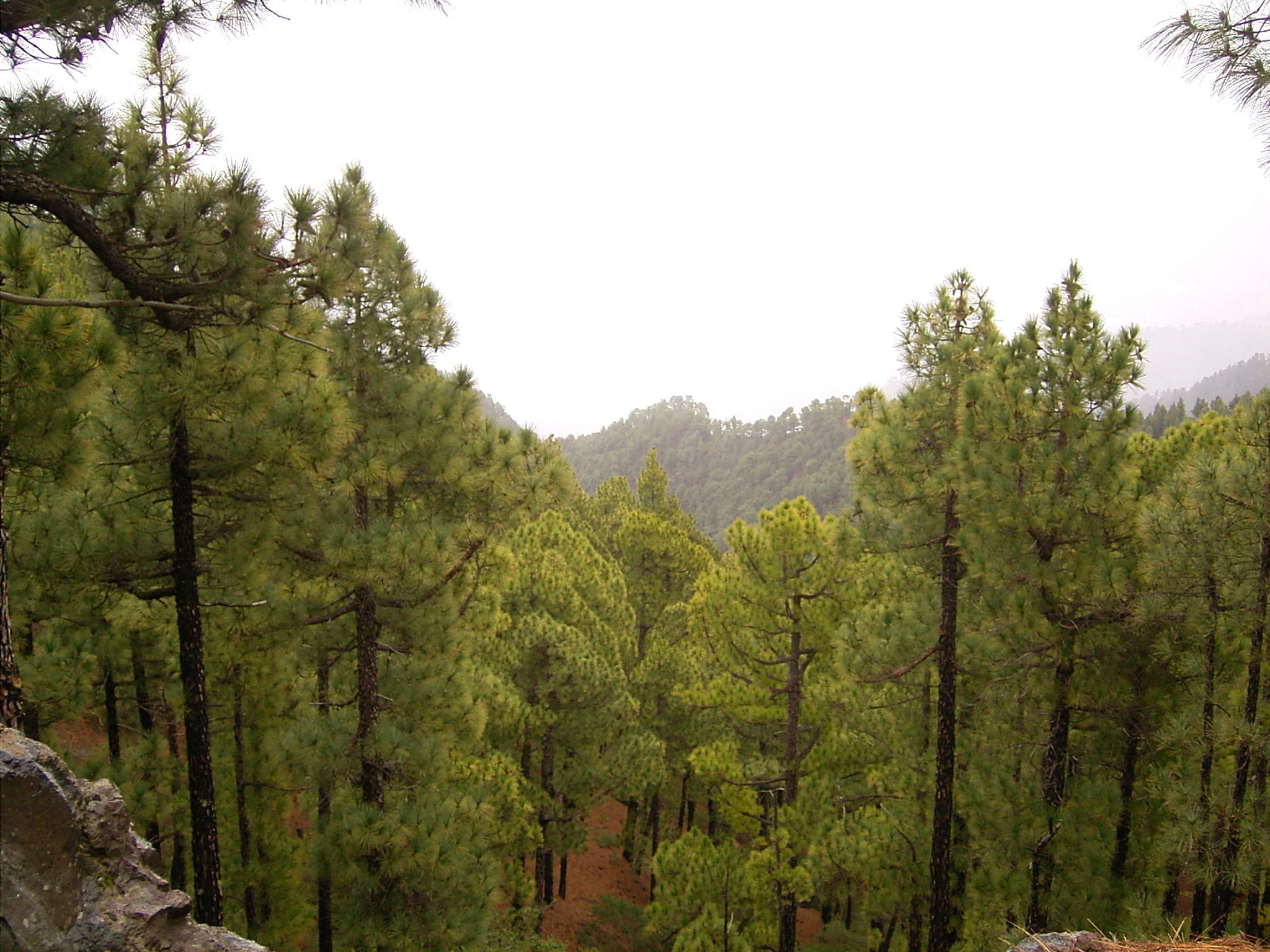
Peuplement naturel de Pin des Canaries aux Îles Canaries

Une pinède, pineraie ou pinaie est une forêt ou une plantation dans laquelle la principale espèce forestière est le pin, arbre conifère du genre Pinus. Il s'agit d'une forêt de conifères à feuilles persistantes qui pousse principalement dans les forêts tempérées et les steppes forestières de l'hémisphère nord, mais aussi dans les régions tropicales et les subtropicales. L'ouverture des couronnes permet à une grande quantité de chaleur, d'humidité et de lumière de pénétrer sous la canopée de la forêt, grâce à laquelle il y a un sous-bois bien développé, composé de jeunes pins ainsi que d'autres espèces (par exemple, l'épicéa).
Les pins sont résistants aux fortes gelées et à la chaleur et poussent sur différents sols. Ils forment généralement des forêts dans des zones qui ne conviennent pas à d'autres espèces d'arbres qui sont plus compétitives dans d'autres conditions. Le pin est une espèce à fructification fréquente et abondante et à croissance rapide. Tout cela permet aux forêts de pins de se reconstituer après les coupes et les incendies. Seuls les pinèdes les plus productives de types de pinèdes, ou les groupes à couverture végétale complexe, dans lesquels le pin cède la place aux roseaux ou à d'autres espèces d'arbres — tremble, parfois épicéa, tilleul, chêne — qui se rétablissent plus difficilement.

## Répartition

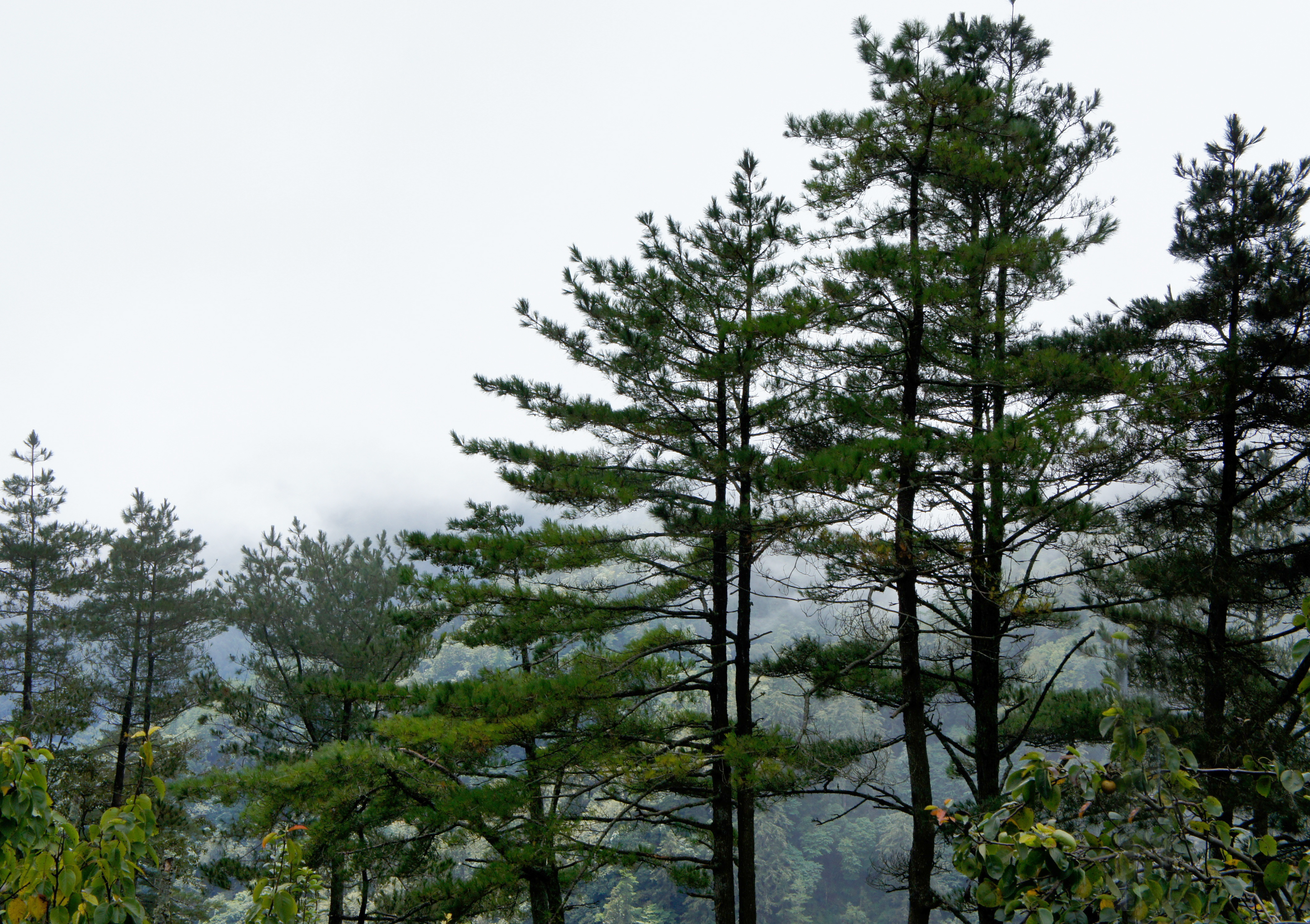
Une pinède à Taïwan (Pinus taiwanensis).

Les pinèdes sont très répandues, avec environ 325 millions d'hectares dans le monde, dont 75 millions d'hectares en Europe, 80 millions d'hectares en Asie et 170 millions d'hectares en Amérique.
Les forêts boréales de pins poussent dans les plaines d'Amérique du Nord et d'Eurasie. Dans la partie septentrionale de l'Eurasie, elles se composent principalement de pins sylvestres, qui peuvent être purs ou mélangés à d'autres conifères (épicéa, mélèze) ou à des espèces à feuilles caduques (bouleau, tremble, chêne, tilleul). En Amérique du Nord, d'autres espèces de pins prédominent, comme le pin de Weymouth au Canada. Ils peuvent former des landes de pins ou des forêts mixtes indigènes avec des séquoias. Les groupes de pinèdes les plus importantes sont les forêts sèches à lichens (forêts à mousses blanches), les forêts de pins à busserole, les forêts à mousses vertes (forêts de myrtilles et d'airelles) et les forêts de pins à sphaignes.
Les pinèdes tempérées qui poussent dans les steppes de l'Eurasie forment les pinèdes insulaires des forêts peu profondes du Kazakhstan, les pinèdes de Bouzoulouk dans l'Oural et les pinèdes de Kulunda en Sibérie occidentale. Dans les pinèdes des régions montagneuses de Crimée et du Caucase pousse principalement le pin de Pallas (ru), et dans les Carpates, le pin de montagne.
Les pinèdes subtropicales poussent dans les montagnes et sur les côtes maritimes. Les forêts mixtes de pins et de genévriers se trouvent dans les montagnes du Mexique et des Antilles. Le pin sylvestre, le pin d'Alep, le pin noir, le pin des Canaries, le pin de Pallas et le pin maritime sont répandus dans la région méditerranéenne. Les espèces endémiques sont le pin de Macédoine dans les Balkans et le pin de Pitsounda (ru) près du cap caucasien de Pitsounda. Les forêts de pins pignons avec un sous-bois de genévriers et de genêts sont répandues sur les péninsules ibérique, apennine et balkanique. Dans ces régions, ainsi qu'en Asie mineure et en Crète, les forêts de montagne sont principalement composées de pins noirs avec un sous-bois d'arbustes à feuilles persistantes. Le pin des Canaries peuple les pinèdes des îles Canaries, le pin d'Alep pousse en Algérie, à Chypre, ainsi qu'en Syrie et en Palestine. Les forêts de pins subtropicales de la ceinture montagneuse de l'Asie du Sud-Est sont généralement dépourvues d'arbustes, la couverture végétale étant représentée par des graminées. Les forêts du plateau du Yunnan sont constituées de pins rouges de Chine.
Sous les tropiques, des pinèdes semblables aux pinèdes nordiques, mais avec une composition d'espèces différente, peuvent pousser sur des sols maigres. Par exemple, dans les Antilles, on trouve le pin des Caraïbes, le pin tropical, le pin d'Hispaniola, en Asie du Sud et du Sud-Est, le pin à trois aiguilles, le pin de Sumatra et d'autres.

## Importance

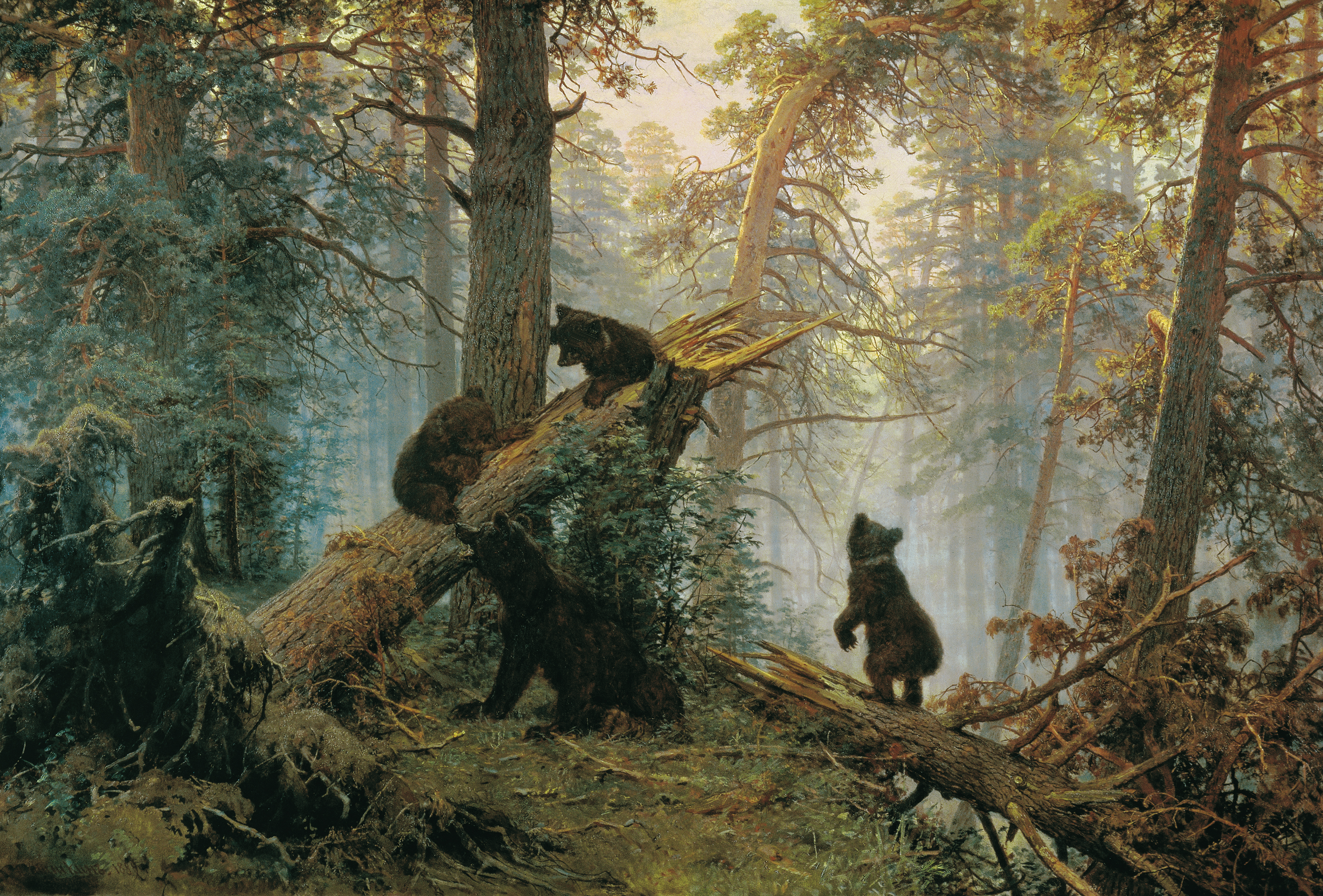
Un matin dans une forêt de pins, un tableau peint par Ivan Chichkine en 1889.

Les pinèdes sont une source de bois de haute qualité, d'oléorésine et d'autres matières premières précieuses. Même les souches sont utilisées : 10 à 15 ans après l'abattage, elles sont utilisées pour récolter le bois gras, une matière première pour la production de substances résineuses dans l'industrie chimique forestière.
La fonction de formation de souches de la pinède ne s'étend pas seulement au territoire où elle pousse, mais bien au-delà. À proximité des pinèdes, l'humidité de l'air et les précipitations sont plus élevées, les forêts contribuent à l'accumulation de neige sur les champs, de sorte que les pinèdes ont un effet favorable sur les rendements des cultures, en particulier lors des mauvaises années de récolte.
Par rapport aux pessières, les pinèdes assurent un approvisionnement en eau plus uniforme, car les couronnes ajourées et le couvert forestier moins dense permettent à davantage de précipitations d'atteindre la surface du sol, et la plus grande profondeur des racines des arbres permet à l'eau de pénétrer plus profondément dans le sol. Le système racinaire des pinèdes maintient les sols sablonneux ensemble, empêchant la formation de bancs de sable et renforçant les ravins et les pentes des montagnes. Elle est très importante pour la conservation de l'eau du sol, pour la protection contre les avalanches de neige et les coulées de débris, et ses fonctions sanitaires et hygiéniques sont importantes.
La pinède libère dans l'air des substances toxiques pour la plupart des micro-organismes, c'est la forêt la plus riche en phytoncides. Elle émet également des substances qui ont un effet favorable sur le corps humain. Les pinèdes sont très résistantes à de nombreux dommages et charges récréatives. Pour ces raisons, la pinède est un lieu de récréation de masse. En outre, on y ramasse des champignons comestibles ainsi que des baies : myrtilles, airelles, canneberges et airelles rouges dans les zones marécageuses ; fraises et framboises à l'orée de la forêt, dans les clairières et dans d'autres zones bien éclairées.